# Jenke
Jenke ist ein geschlechtsneutraler Vorname sowie ein Familienname.

## Herkunft und Bedeutung
Jenke ist eine friesische Variante des Vornamens Johannes bzw. Johanna, die für beide Geschlechter gebräuchlich ist. Diese Namen sind hebräischer Herkunft und bedeuten „der Herr ist gnädig“.

## Namensträger

### Vorname
- Jenke von Wilmsdorff (* 1965), deutscher Fernsehjournalist und Schauspieler

### Familienname
- Ernst Jenke (1883–1950), deutscher Nationalsozialist
- Heinrich Jenke (1823–1906), deutscher Theaterschauspieler, -regisseur und Intendant
- Karl Jenke (1809–1886), deutscher Theaterschauspieler, Regisseur und Intendant
- Lutz Jenke (* 1967), deutscher Badmintonspieler
- Manfred Jenke (1931–2018), deutscher Journalist und Publizist
- Philipp Jenke (* 1978), deutscher Informatiker und Hochschullehrer
- Veronika Jenke (1810–1841), deutsche Theaterschauspielerin